# Cartosat-1
Cartosat-1 — первый космический аппарат серии Cartosat; первый индийский спутник дистанционного зондирования Земли с возможностью получения стереопары.

## История
Национальная программа космических исследований под общим названием Cartosat, запущенная Департаментом космических исследований Индии, направлена на мониторинг и управление природными ресурсами. Первым выведенным на орбиту спутником серии был Cartosat-1; старт состоялся 5 мая 2005 года в 04:44 по всемирному координированному времени. Основной задачей спутника является получение данных для формирования и обновления высокоточной цифровой модели рельефа (ЦМР).

## Краткая характеристика аппаратуры
Спутник оснащён двумя панхроматическими сканерами PAN-Fore («на носу» — отклонена от надира на +26°) и PAN-Aft («на корме» — отклонена от надира на −5°), позволяющими получать стереоизображения с высокими метрическими характеристиками.
Камера PAN-Fore позволяет получать изображения с пространственным разрешением до 2,452 м (в надир) и шириной 29,42 км. Кроме того, камера способна поворачиваться поперёк направления витка. Так, поворот на 23° обеспечивает периодичность повторения съёмки участка местности в 5 дней. Поворот камеры на 25° увеличивает полосу захвата до 34,91 км, но снижает пространственное разрешение до 2,909 м.
Камера PAN-Aft позволяет получать изображения с пространственным разрешением до 2,187 м (в надир) и шириной 26,24 км. Кроме того, камера способна поворачиваться поперёк направления витка. Так, поворот на 23° обеспечивает периодичность повторения съёмки участка местности в 5 дней. Поворот камеры на 25° увеличивает полосу захвата до 33,47 км, но снижает пространственное разрешение до 2,789 м.
Временной интервал сканирования двумя камерами одного и того же места составляет 52 секунды. Радиометрическое разрешение полученных изображений составляет 10 бит на пиксель.
На основе данных, полученных со спутника, возможно получение ЦМР с точностью порядка 3-6 м по высоте.

## Применение
1. Создание и обновление топографических и специальных карт.
2. Создание ЦМР.
3. Инвентаризация объектов инфраструктуры транспортировки и добычи нефти и газа.
4. Обновление топографо-геодезической подосновы для разработки проектов схем территориального планирования.[2]